# Wyroby medyczne refundowane
Wyroby medyczne refundowane – wyroby i środki pomocnicze wydawane na zlecenie Narodowego Funduszu Zdrowia na terenie Polski. Przysługują one wszystkim pacjentom w ramach ubezpieczenia zdrowotnego. Wyroby te są na określonych zasadach zawarte w ustawie o refundacji leków, środków pomocniczych i artykułów medycznych. Wyroby medyczne to między innymi: peruki, cewniki, wózki inwalidzkie, pieluchomajtki, sprzęt stomijny, ortezy, gorsety, protezy, kule inwalidzkie, materace przeciwodleżynowe są refundowane w różnej wysokości i na określony czas.
Mogą być refundowane jednorazowo w przypadku peruki lub na okres dłuższy od jednego miesiąca do roku jak w przypadku sprzętu stomijnego, lub pieluchomajtek.
Artykuł medyczny jest przyporządkowany określonej grupie artykułów i jest oznaczony specjalnym kodem, który widnieje na zleceniu pacjenta z Narodowego Funduszu Zdrowia. Takie zlecenie wydaje lekarz specjalista, który jest uprawniony do wydania jego i jest przyporządkowany do określonej grupy wyrobów medycznych.
Wysokość refundacji, okres użytkowania i kryteria przyznawania oraz wykaz osób uprawnionych do wydania zlecenia jest zawarty w rozporządzeniu Ministra Zdrowia z dnia 29 maja 2017 r. w sprawie wykazu wyrobów medycznych wydawanych na zlecenie (Dz.U. z 2025 r. poz. 1038).